# Albert William Christian Theodore Herre
Albert William Christian Theodore Herre (Toledo, Ohio, EUA, 16 de setembre de 1868 — Santa Cruz, Califòrnia, 16 de gener del 1962) fou un ictiòleg, ecòleg, micòleg i liquenòleg estatunidenc.

## Biografia
A la Universitat Stanford es va llicenciar en Botànica el 1903 i en Ictiologia el 1905 i, a la mateixa universitat, es va doctorar en ictiologia el 1908. Va exercir com a cap interí del Departament de Biologia de la Universitat de Nevada (1909-1910), vicedirector d'un institut d'Oakland (1910-1912), mestre en una escola local a l'estat de Washington (1912-1915), cap del Departament de Ciències de la Western Washington College of Education (1915-1919), cap de Pesca de l'Acadèmia de Ciències de Manila (1919-1928) i curador de Zoologia del Museu d'Història Natural de la Universitat Stanford (1928-1946). Després de la seua jubilació el 1946 es va dedicar a la recerca i a realitzar treballs de camp. El 1947 va tornar a viatjar a les illes Filipines amb el Fish and Wildlife Bureau estatunidenc i, entre el 1948 i el 1957 va treballar a la School of Fisheries de la Universitat de Washington. Des del 1957 fins a la seua mort es va dedicar a investigar i a col·leccionar líquens.

## Mèrits i reconeixements
Fou membre de nombroses organitzacions científiques (com ara, l'Acadèmia de Ciències de Califòrnia des del 1926 i en la qual va esdevenir Fellow el 1933 i Membre d'Honor el 1942). També se li va atorgar la Beca de la Fundació Nacional de Ciències el 1959.

## Obres selectes
- Herre, A.W.C.T. 1923: Notes on Philippine sharks, I. Philippine Journal of Science 23 (1): 67-73, Pl. 1.
- Herre, A.W.C.T. 1923: A review of the eels of the Philippine Archipelago. Philippine Journal of Science 23 (2): 123-236, Pls. 1-11.
- Herre, A.W.C.T. 1924: Distribution of the true fresh-water fishes in the Philippines. I. The Philippine Cyprinidae. Philippine Journal of Science 24 (3): 249-307, Pls. 1-2.
- Herre, A.W.C.T. 1924: Distribution of the true fresh-water fishes in the Philippines, II. The Philippine Labyrinthici, Clariidae, and Siluridae. Philippine Journal of Science 24 (6): 683-709, Pls. 1-2.
- Herre, A.W.C.T. 1924: The distribution of true fresh-water fishes in the Philippines and its significance. Proceedings of the Pan-Pacific Science Congress / Pacific Science Association. 2 (1923): 1561-1570.
- Herre, A.W.C.T. 1924: Poisonous and worthless fishes. An account of the Philippine Plectognaths. Philippine Journal of Science 25 (4): 415-510, Pls. 1-2.
- Herre, A.W.C.T. 1925: Two strange new fishes from Luzon. Philippine Journal of Science 27 (4): 507-513, Pls. 1-2.
- Herre, A.W.C.T. 1925: A new species of cardinal fish from the Philippines. Philippine Journal of Science 26 (3): 341-342, Pl. 1.
- Herre, A.W.C.T. 1925: A new Philippine sea robin, family Peristediidae. Philippine Journal of Science 27 (3): 291-294, Pl. 1.
- Herre, A.W.C.T. 1926: Four new Philippine fishes. Philippine Journal of Science 31 (4): 533-543, Pls. 1-3.
- Herre, A.W.C.T. 1926: A summary of the Philippine catfishes, order Nematognathi. Philippine Journal of Science 31 (3): 385-411, Pl. 1.
- Herre, A.W.C.T. 1926: Two new fishes from Lake Lanao. Philippine Journal of Science 29 (4): 499-502, Pls. 1-2.
- Herre, A.W.C.T. 1927: Hynnis momsa, a new Philippine pampa Philippine Journal of Science 34 (2): 235-236, Pl. 1.
- Herre, A.W.C.T. 1927: Philippine surgeon fishes and moorish idols. Philippine Journal of Science 34 (4): 403-476, Pls. 1-16.
- Herre, A.W.C.T. 1927: A new genus and three new species of Philippine fishes. Philippine Journal of Science 32 (3): 413-419, Pls. 1-2.
- Herre, A.W.C.T. 1927: Four new fishes from Lake Taal (Bombon). Philippine Journal of Science 34 (3): 273-279, Pls. 1-3.
- Herre, A.W.C.T. 1927: Gobies of the Philippines and the China Sea. Monographs, Bureau of Science Manila Monogr. 23: 1-352, frontispiece + Pls. 1-30.
- Herre, A.W.C.T. 1928: Three new Philippine fishes. Philippine Journal of Science 35 (1): 31-35, Pls. 1-3.
- Herre, A.W.C.T. 1928: The Philippine gars or needlefishes. Philippine Journal of Science 36 (2): 215-232, Pls. 1-4.
- Herre, A.W.C.T. 1929: Description of a new Philippine shark. Philippine Journal of Science 40 (2): 231.
- Herre, A.W.C.T. 1930: Busuanga Herre, new genus. Science (new series) 71 (1831): 132.
- Herre, A.W.C.T. 1931: A check list of fishes from the Solomon Islands. Journal of the Pan-Pacific Research Institute 6 (4): 4-9.
- Herre, A.W.C.T. 1932: Fishes from Kwangtung Province and Hainan Island, China. Lingnan Science Journal, Canton 11 (3): 423-443.
- Herre, A.W.C.T. 1932: Five new Philippine fishes. Copeia 1932 (3): 139-142.
- Herre, A.W.C.T. 1932: Leucoglossa herklotsi Herre, new species. Hong Kong Naturalist 3(2): 151.
- Herre, A.W.C.T. 1933: A check list of fishes known from Madang, New Guinea. Journal of the Pan-Pacific Research Institute 8 (4): 12.
- Herre, A.W.C.T. 1933: Some Chinese gobies with description of one new species. Lingnan Science Journal, Canton 12 (3): 429-430.
- Herre, A.W.C.T. 1933: Twelve new Philippine fishes. Copeia 1933 (1): 17-25.
- Herre, A.W.C.T. 1933: Herklotsella anomala.--A new fresh water cat-fish from Hong Kong. Hong Kong Naturalist 4 (2): 179-180.
- Herre, A.W.C.T. 1933: A check list of fishes from Sandakan, British North Borneo. Journal of the Pan-Pacific Research Institute 8 (4): 2-5.
- Herre, A.W.C.T. 1933: A check list of fishes from Dumaguete, Oriental Negros, P. I., and its immediate vicinity. Journal of the Pan-Pacific Research Institute 8 (4): 6-11.
- Herre, A.W.C.T. 1934: Notes on fishes in the Zoological Museum of Stanford University. 1. The fishes of the Herre Philippine expedition of 1931. The fishes of the Herre 1931 Philippine expedition with descriptions of 17 new species. Newspaper Enterprise Litd., Hong Kong. Notes on fishes in the Zoological Museum of Stanford University. 1. The fishes of the Herre Philippine expedition of 1931.: 1-106.
- Herre, A.W.C.T. 1934: Hong Kong fishes collected in October--December, 1931. Hong Kong Naturalist Suppl. 3: 26-36.
- Herre, A.W.C.T. 1934: Notes on new or little known fishes from southeastern China. Lingnan Science Journal, Canton 13 (2): 285-296.
- Herre, A.W.C.T. 1935: Two new species of Ctenogobius from South China (Gobiidae). Lingnan Science Journal, Canton 14 (3): 395-397.
- Herre, A.W.C.T. 1935: A new goby from Singapore Island. Bulletin of the Raffles Museum 9: 85-86.
- Herre, A.W.C.T. 1935: New fishes obtained by the Crane Pacific expedition. Field Museum of Natural History, Publications, Zoölogical Series 18 (12): 383-438.
- Herre, A.W.C.T. 1935: A new sciaenid from southeastern China. Lingnan Science Journal, Canton 14 (4): 603-604.
- Herre, A.W.C.T. 1935: Notes on fishes in the Zoological Museum of Stanford University. II. Two new genera and species of Japanese sharks and a Japanese species of Narcetes. Copeia 1935 (3): 122-127.
- Herre, A.W.C.T. 1935: Philippine fish tales. D. P. Perez Company, Manila, Philippines. Philippine fish tales.: 1-302.
- Herre, A.W.C.T. 1935: Notes on fishes in the Zoological Museum of Stanford University. VI. New and rare Hong Kong fishes obtained in 1934. Hong Kong Naturalist 6 (3-4): 285-293.
- Herre, A.W.C.T. 1936: Two new gobies from Hong Kong. Hong Kong Naturalist 7 (2): 184-185.
- Herre, A.W.C.T. 1936: Fishes of the Crane Pacific expedition. Field Museum of Natural History, Publications, Zoölogical Series 21 (publ. 353): 1-472.
- Herre, A.W.C.T. 1936: A new cyprinid genus and species and a new characin from Portuguese East Africa. Proceedings of the Biological Society of Washington 49: 99-101.
- Herre, A.W.C.T. 1936: Notes on fishes in the Zoological Museum of Stanford University. I A new catostomid from Mexico and a new callionymid from Celebes and the Philippines. Proceedings of the Biological Society of Washington 49: 11-13.
- Herre, A.W.C.T. 1936: Fishes in the Zoölogical Museum of Stanford University, III. New genera and species of gobies and blennies and a new Myxus, from the Pelew Islands and Celebes. Philippine Journal of Science 59 (2): 275-287, Pl. 1.
- Herre, A.W.C.T. 1936: Eleven new fishes from the Malay Peninsula. Bulletin of the Raffles Museum 12: 5-16, Pls. 1-11.
- Herre, A.W.C.T. 1936: Notes on fishes in the Zoölogical Museum of Stanford University, New or rare Philippine fishes from the Herre 1933 Philippine expedition. Philippine Journal of Science 59 (3): 357-373, Pls. 1-2.
- Herre, A.W.C.T. 1938: A new Chinese blenny. Proceedings of the Biological Society of Washington 51: 65-66.
- Herre, A.W.C.T. 1938: Notes on a small collection of fishes from Kwangtung Province including Hainan, China. Lingnan Science Journal, Canton 17 (3): 425-437.
- Herre, A.W.C.T. 1938: Luzoneleotris, a new genus of eleotrid fishes from Luzon. Stanford Ichthyological Bulletin 1 (2): 59-60.
- Herre, A.W.C.T. 1939: On a collection of littoral and freshwater fishes from the Andaman Islands. Records of the Indian Museum (Calcuta) 41 (pt 4): 327-372.
- Herre, A.W.C.T. 1939: The Philippine blennies. Philippine Journal of Science 70 (4): 315-373, Pls. 1-5.
- Herre, A.W.C.T. 1939: The genera of Phallostethidae. Proceedings of the Biological Society of Washington 52: 139-144.
- Herre, A.W.C.T. 1939: A new Henicichthys from the Philippines. Copeia 1939 (4): 199-200.
- Herre, A.W.C.T. 1939: On a collection of fishes from Nanyo, the Japanese mandated islands. Annotationes Zoologicae Japonenses 18 (4): 298-307.
- Herre, A.W.C.T. 1939: Tanichthys albonubes and Aphyocypris pooni. The Aquarium, Philadelphia 7 (10): 176.
- Herre, A.W.C.T. 1939: A new cyprinid fish of the genus Microrasbora from lower Burma. Stanford Ichthyological Bulletin 1 (4): 159-160.
- Herre, A.W.C.T. 1940: Additions to the fish fauna of Malaya and notes on rare or little known Malayan and Bornean fishes. Bulletin of the Raffles Museum 16: 27-61.
- Herre, A.W.C.T. 1940: Notes on fishes in the Zoölogical Museum of Stanford University, VII. New and rare Philippine gobies from the Herre 1936-1937 Oriental expedition, and in the collections of the Bureau of Science. Philippine Journal of Science 72 (4): 357-369, Pls. 1-6.
- Herre, A.W.C.T. 1940: Manacopus, a new name for a genus of Phallostethidae. Copeia 1940 (2): 141.
- Herre, A.W.C.T. 1940: New species of fishes from the Malay Peninsula and Borneo. Bulletin of the Raffles Museum 16: 5-26, Pls. 1-20.
- Herre, A.W.C.T. 1940: Notes on fishes in the Zoölogical Museum of Stanford University, VIII. A new genus and two new species of Chinese gobies with remarks on some other species. Philippine Journal of Science 73 (3): 293-299, Pl. 1.
- Herre, A.W.C.T. 1942: A new genus and species of Gobiesocidae from the Philippines. Stanford Ichthyological Bulletin 2 (4): 120-122.
- Herre, A.W.C.T. 1942: New and little known phallostethids, with keys to the genera and Philippine species. Stanford Ichthyological Bulletin 2 (5): 137-156.
- Herre, A.W.C.T. 1942: Notes on a collection of fishes from Antigua and Barbados, British West Indies. Stanford University Publications, University Series, Biological Sciences 7 (2): 286-305.
- Herre, A.W.C.T. 1942: Notes on fishes in the Zoological Museum of Stanford University. IX. A new species of Salarias, with a key to the Philippine species. Proceedings of the Biological Society of Washington 55: 1-7.
- Herre, A.W.C.T. 1942: Glyptothorax housei, a new sisorid catfish from south India. Stanford Ichthyological Bulletin 2 (4): 117-119.
- Herre, A.W.C.T. 1942: Bunaka sticta, a new Philippine eleotrid fish. Stanford Ichthyological Bulletin 2 (4): 119-120.
- Herre, A.W.C.T. 1942: Contributions from the Zoological Museum of Stanford University, California, IX. Two new species of Petroscirtes and a key to the Philippine species. Copeia 1942 (2): 111-116.
- Herre, A.W.C.T. 1943: A new Philippine apogonid, with notes on some rare species. Copeia 1943 (4): 216-218.
- Herre, A.W.C.T. 1943: On Pleurogobius, a typographical error. Copeia 1943 (2): 132.
- Herre, A.W.C.T. 1943: Notes on fishes in the Zoological Museum of Stanford University. XI. Two new genera and species. With key to the genera of gobies with vomerine teeth. Proceedings of the Biological Society of Washington 56: 91-95.
- Herre, A.W.C.T. 1944: Notes on fishes in the Zoological Museum of Stanford University. XVII. New fishes from Johore and India. Proceedings of the Biological Society of Washington 57: 45-51.
- Herre, A.W.C.T. 1944: A review of the halfbeaks or Hemiramphidae of the Philippines and adjacent waters. Stanford University Publications, University Series, Biological Sciences 9 (2): 41-86.
- Herre, A.W.C.T. 1944: Notes on fishes in the Zoological Museum of Stanford University. XV.--Two new minute gobies of the genus Mistichthys from the Philippines. Proceedings of the Biological Society of Washington 57: 107-111.
- Herre, A.W.C.T. 1944: Notes on fishes in the Zoological Museum of Stanford University. XVI. A new species of sand-diver, with notes on some rare gobioid fishes. Proceedings of the Biological Society of Washington 57: 5-10.
- Herre, A.W.C.T. 1945: Notes on fishes in the Zoological Museum of Stanford University. XVIII.--Two new species of Tamanka, with a key to the species from the Philippines and China. Proceedings of the Biological Society of Washington 58: 73-76.
- Herre, A.W.C.T. 1945: Notes on fishes in the Zoological Museum of Stanford University. XII. Two new genera and four new gobies from the Philippines and India. Copeia 1945 (1): 1-6.
- Herre, A.W.C.T. 1945: Notes on fishes in the Zoological Museum of Stanford University. XIV.--A new genus and three new species of gobies from the Philippines. Proceedings of the Biological Society of Washington 58: 11-15.
- Herre, A.W.C.T. 1945: Notes on fishes in the Zoological Museum of Stanford University. XIX.--Two new Philippine gobies, with key to the genera of gobies with vomerine teeth. Proceedings of the Biological Society of Washington 58: 77-81.
- Herre, A.W.C.T. 1945: Notes on fishes in the Zoological Museum of Stanford University: XX, New fishes from China and India, a new genus, and a new Indian record. Journal of the Washington Academy of Sciences 35 (12): 399-404.
- Herre, A.W.C.T. 1946: New genera of Eleotridae and Gobiidae and one new species from West Africa. Proceedings of the Biological Society of Washington 59: 121-126.
- Herre, A.W.C.T. 1950: A new name for Hanno, a genus of African gobies. Stanford Ichthyological Bulletin 3 (4): 198.
- Herre, A.W.C.T. 1950: A new labrid and other interesting Philippine fish records. Philippine Journal of Science 78 (2): 149-153.
- Herre, A.W.C.T. 1950: Two new gobies from the Philippines with notes on a third rare goby. Proceedings of the Biological Society of Washington 63: 73-76.
- Herre, A.W.C.T. 1951: Six additions to the Philippine fish fauna including two new species. Philippine Journal of Science 79 (3): 341-346.
- Herre, A.W.C.T. 1952: A review of the scorpaenoid fishes of the Philippines and adjacent seas. Philippine Journal of Science 80 (4): 381-482.
- Herre, A.W.C.T. 1953: Eight additions to the Philippine fish fauna, including three new species. Philippine Journal of Science 82 (1): 9-14.
- Herre, A.W.C.T. 1953: A new species of Gnatholepis with a key to the tropical Pacific species. Philippine Journal of Science 82 (2): 193-197.
- Herre, A.W.C.T. 1953: Check list of Philippine fishes. United States Fish and Wildlife Service Research Report 20: 1-977.
- Herre, A.W.C.T. 1953: Tropical Pacific gobies with vomerine teeth. Philippine Journal of Science 82 (2): 181-188.
- Herre, A.W.C.T. 1953: The tropical Pacific Eleotridae with vomerine teeth with descriptions of two new genera and two new species from the Marshall Islands. Philippine Journal of Science 82 (2): 189-192.
- Herre, A.W.C.T. 1955: Remarks on the fish genus Mirolabrichthys, with description of a new species. Copeia 1955 (3): 223-225.

## Abreviatura
L'abreviatura Herre s'utilitza per a indicar a aquest científic com a autoritat en la descripció i classificació científica botànica i zoològica (com ara, dels gèneres Cristatogobius, Ebomegobius i Gladiogobius entre d'altres).